# Sint-Vincentiuskerk (Ramskapelle)

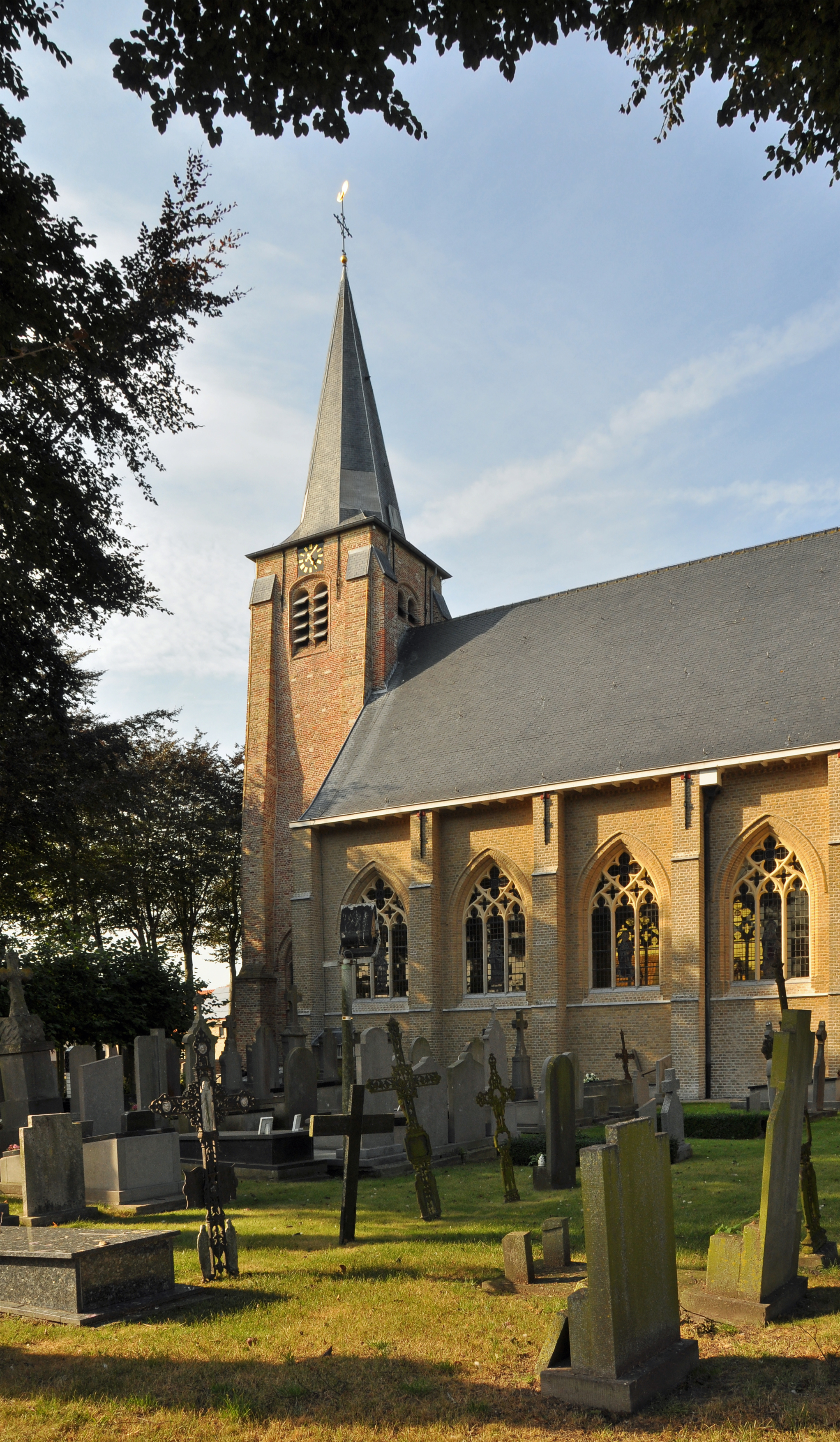
Sint-Vincentiuskerk

De Sint-Vincentiuskerk is de parochiekerk van het tot de West-Vlaamse gemeente Knokke-Heist behorende dorp Ramskapelle, gelegen aan Ramskapellestraat 59.

## Geschiedenis
Ramskapelle werd omstreeks 1250-1260 een zelfstandige parochie, die zich afsplitste van die van Dudzele. De reeds aanwezige kapel werd parochiekerk.
Het oudste deel van de huidige kerk is de toren, die teruggaat tot de 13e of 14e eeuw. Gedurende het laatste kwart van de 16e eeuw werd de kerk grotendeels verwoest tijdens de Godsdienstoorlogen. Tussen 1605-1610 werd de kerk provisorisch in gebruik genomen, definitief herstel volgde 1634-1635. In 1863-1864 werd de kerk vervangen door de huidige, neogotische kerk naar ontwerp van Pierre Buyck, waarbij de toren gespaard bleef.

## Gebouw
De bakstenen toren heeft een kruisribgewelf en steunberen. Naast de zuidoostelijke steunbeer vevindt zich een schettekot, een houten hok waarin tot in de jaren '80 van de 20e eeuw dieren geofferd werden, d.w.z. bij opbod verkocht.
Het kerkgebouw is eenbeukig en het heeft een smaller koor dat driezijdig afgesloten is. Naast de ingang bevindt zich een zonnewijzer van 1762, met de tekst: J.D.B. 1762. Let op den tydt, Vreest Deewigheydt.

## Interieur
Het orgel is van omstreeks 1850, vervaardigd door de Waregemse orgelbouwers Ch. L. Van Houtte en Van Den Poel. Er is een 17e-eeuws houten beeld van Onze-Lieve-Vrouw van Smarten, een 18e-eeuws doopvont en een 18e-eeuwse communiebank.